# Devil's Humps

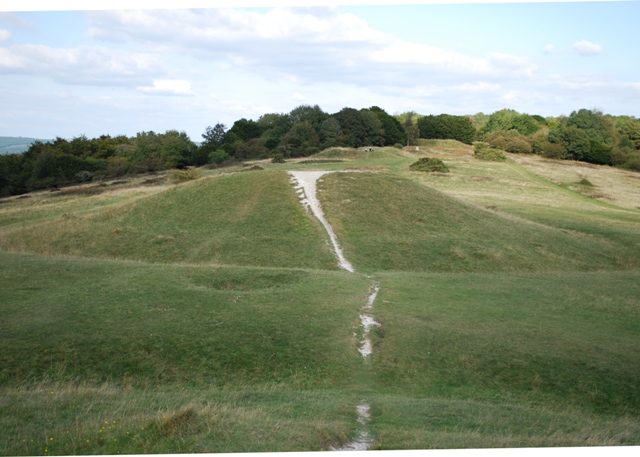
Een van de bell barrows gezien vanaf een andere grafheuvel

De Devil's Humps zijn vier vorstengraven uit de bronstijd in het Engelse Stoughton (West Sussex). Ze liggen op een heuvelrug die gekruist wordt door een oude landweg boven Kingley Vale. De Devil's Humps behoren tot de meest indrukwekkende round barrows die nog bestaan in de South Downs. De Devil's Humps liggen in de Kingley Vale National Nature Reserve.

## Grafheuvels

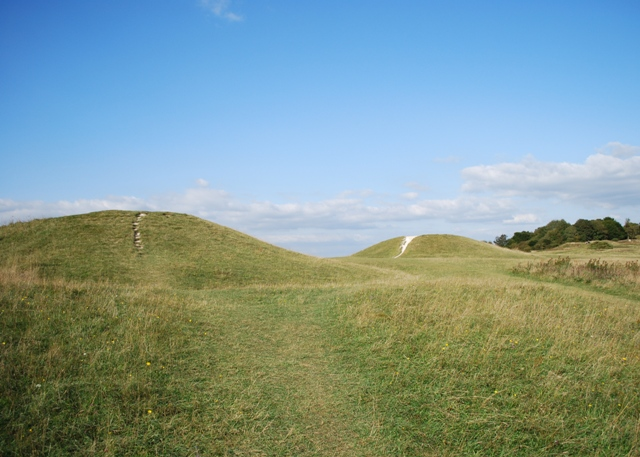
De twee bell barrows

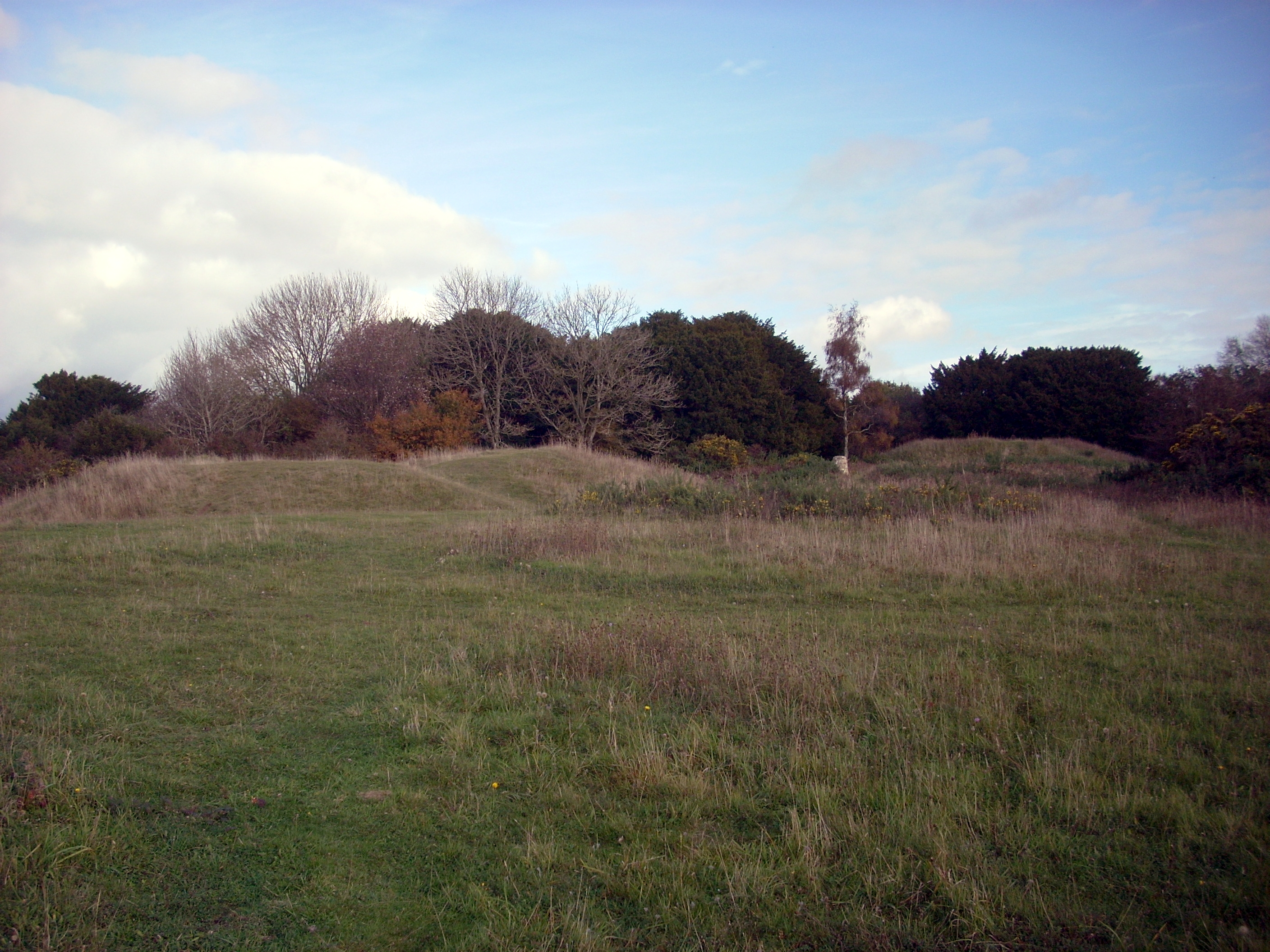
Barrow C en D zijn bowl barrows

De grafheuvels staan geregistreerd als Scheduled Ancient Monument en vormen een klein grafveld. De twee grafheuvels die in het zuidwesten liggen, liggen vlak bij elkaar. Dit zijn bell barrows. De grafheuvels in het noordoosten zijn bowl barrows. De grafheuvels zijn 3 tot 4 meter hoog en zijn beschadigd door onderzoek. Er is geen archief van deze onderzoeken en daarom is de precieze datering niet te achterhalen. Er wordt aangenomen dat ze uit het laat neolithicum of de vroege bronstijd stammen. Het is mogelijk dat ze opnieuw gebruikt werden in de Romeinse en de Anglo-Saxon-tijd (5e tot 11e eeuw).
De barrows liggen op een lijn en worden aangeduid met A, B, C en D (van het zuidwesten naar het noordoosten).

### Barrow A
Barrow A is een bell barrow en heeft een diameter van 22 meter en is 3,7 meter hoog. De barrow wordt omringd door een 3,7 meter brede berm en deze wordt ingesloten door een 3,7 meter brede greppel. Deze greppel is 0,46 meter diep.

### Barrow B
Barrow B is ook een bell barrow. Deze heeft een diameter van 24 meter en is 3,7 meter hoog. De barrow ligt in een berm van 4,6 meter welke ingesloten wordt door een greppel van 3,7 meter breed en 0,46 meter diep.

### Barrow C
Barrow C is een bowl barrow van 3 meter hoog. De diameter ligt tussen de 26 en 28 meter. De greppel is in het noordwesten opgevuld. Het centrum van de barrow is opgegraven.

### Barrow D
Barrow D is ook een bowl barrow van 3 meter hoog. De diameter is 24 meter, met schade aan het centrum door eerder onderzoek. Er groeien braamstruiken op deze barrow.

### Andere mogelijke barrows
Er zijn nog twee mogelijke barrows geïdentificeerd. Eén ligt tussen barrow A en B en een ander ten noordoosten van barrow B. Het zijn kleine verlagingen van een diameter van ongeveer 8 meter. Ze zijn ongeveer 0,8 meter diep. Ze lijken pond barrows te zijn van klein formaat.

## Opgravingen
De twee bowl barrows (C en D) werden onderzocht in 1853, waarbij barrow C werd geopend. Het werd toen duidelijk dat deze barrow al eerder was verstoord. Toch werden enkele artefacten gevonden. Hieronder waren verbrande botten die lagen op een gebied met een verbrande bodem. Ook werd een wetsteen, een tand van een paard, een gewei en fragmenten van aardewerk uit de ijzertijd aangetroffen. Deze artefacten zijn nu onderdeel van de collectie van het British Museum.
Barrow B werd in 1933 opgegraven. Er werd aardewerk uit de bronstijd of ijzertijd in aangetroffen. Ook vond men een schrabber van vuursteen. Deze vondsten zijn nu ondergebracht in het Lewes Museum.

## Omgeving
In de omgeving zijn twee walburchten uit de ijzertijd aangetroffen, een daarvan is Goosehill Camp. Ook werden nederzettingen gevonden. Ten noorden zijn ook enkele long barrows aangetroffen.

## Folklore
Volgens de folklore versloegen mannen van Chichester een aanval van Vikingen. De leiders van de Vikingen werden in de Devil's Humps begraven, waardoor ze de benaming Kings' Graves kregen. Veel Vikingen die sneuvelden liggen nog waar ze neervielen, onder de taxusbomen op de helling van de heuvel. De geesten spoken rond in de bomen. Ook wordt gezegd dat de bomen zelf tot leven komen en bewegen in de nacht. Dit verhaal zou zijn oorsprong kunnen hebben in het gevecht in 894 dat beschreven wordt in de Angelsaksische kroniek.